# ويزلي كلاين
ويزلي كلاين (بالهولندية: Wesley Klein)‏ هو مغني هولندي، ولد في 25 مارس 1988.

## وصلات خارجية
- الموقع الرسمي
- ويزلي كلاين على موقع IMDb (الإنجليزية)
- ويزلي كلاين على موقع ميوزك برينز (الإنجليزية)
- ويزلي كلاين على موقع ديسكوغز (الإنجليزية)